# Umberto De Morpurgo
Baron Umberto Louis De Morpurgo, född 12 januari 1896 i Trieste i Österrike, död 26 februari 1961, var en italiensk tennisspelare. Han var Italiens främsta manlige tennisspelare i slutet av 1920-talet och rankades som nationell etta 1927 och 1929-31. Under perioden 1928-30 rankades han som en av världens 10 bästa spelare med toppnoteringen nummer 8 säsongen 1930. 
De Morpurgo, som var jude, upptogs 1993 i International Jewish Sports Hall of Fame

## Tenniskarriären
De Morpurgo blev juniormästare i Storbritannien 1911 och studentmästare i Paris 1915. Vi de Olympiska sommarspelen 1924 besegrade de Morpurgo fransmannen Jean Borotra, som tidigare på sommaren vunnit singeltiteln i Wimbledonmästerskapen. De Morpurgo vann med den segern bronsmedalj efter amerikanen Vincent Richards (guld) och fransmannen Henri Cochet (silver). 
De Morpurgo nådde 1925 tillsammans med amerikanskan Elizabeth Ryan mixed dubbelfinalen i Wimbledonmästerskapen. Paret förlorade matchen mot det franska paret Jean Borotra/Suzanne Lenglen med siffrorna 3-6, 3-6. Den största framgången som singelspelare i Grand Slam-turneringar noterade han 1930 då han i Franska öppna nådde semifinal som han förlorade i tre raka set mot den blivande slutsegraren Henri Cochet. Samma säsong spelade De Morpurgo final i den första upplagan av Italienska mästerskapen i Rom. Han mötte där amerikanen Bill Tilden som vann med 6–1, 6–1, 6–2. 

### Davis Cup
De Morpurgo deltog framgångsrikt i det italienska Davis Cup-laget 1923-1931 och 1933. Han vann 39 singelmatcher av totalt 53 spelade, i dubbel vann han 16 av 26. Laget nådde som bäst vid två tillfällen interzonfinal och de Morpurgo besegrade i olika DC-matcher toppspelare som Wilmer Allison, Harry Hopman, Jack Crawford, Gerald Patterson och Frank Hunter. I kvartsfinalen 1927 i Europazonen mötte Italien ett lag från Frankrike, som den säsongen vann den första av 6 konsekutiva cup-titlar. I dubbelmatchen besegrade de Morpurgo tillsammans med Giorgio de Stefani det franska laget med flerfaldiga Grand Slam-vinnarna Jacques Brugnon/Henri Cochet.

## Spelaren och personen
Den amerikanske tennislegenden Bill Tilden skrev i sin bok The Art of Lawn Tennis 1929 de Morpurgos spelstil. Han menade att den var påverkad av både Italien och England där han gått på collage. Ungefärlig översättning från engelskan: Han är en stor, reslig och mycket kraftfull person. Han har en fantastisk förstaserve som han slår med stor fart men med föga kontroll. Andraserven slår han med en överdriven amerikansk tvist som är så extremt skruvad att också hans egen racket slås undan av den. Grundslagen är flacka men inte tillräckligt kraftfulla och precisa att medge full effekt av hans verkligt förnämliga nätattacker. Hans volley är mycket bra tack vare hans stora räckvidd. Smashen är bra men ojämn. Tilden ansåg att de Morpurgos största svaghet var att han var för långsam i fötterna och dessutom ännu saknade självförtroende på banan .
År 1929 blev baronen utnämnd som italiensk departementsledamot med särskilt ansvar för tennis av Benito Mussolini.